# Stutz Manufacturing Company
Stutz Manufacturing Company war ein US-amerikanischer Hersteller von Motoren und Automobilen.

## Unternehmensgeschichte
Harry C. Stutz stellte 1898 und 1900 zwei einzelne Personenkraftwagen her. 1899 gründete er das Unternehmen als mechanische Werkstätte. Der Sitz war in Dayton in Ohio. Zunächst stellte er Ottomotoren her. Im März 1902 begann die Produktion von Automobilen. Der Markenname lautete Stutz. Der Verkauf blieb auf die nähere Umgebung beschränkt. Im gleichen Jahr endete die Produktion.
Noch 1902 verkaufte Stutz alles an die T. J. Lindsay Automobile Parts Company und wechselte selber auch zu dieser Gesellschaft. Später gründete er die Stutz Motor Car Company of America.

## Fahrzeuge
Der erste Prototyp hatte einen Stationärmotor als Antrieb. Er hatte ebenso wie der zweite Prototyp einen
Lenkhebel zum Lenken.
Die Serienfahrzeuge hatten einen selbst hergestellten Einzylindermotor. Sie waren als Runabout karosseriert. Gelenkt wurde nun mit einem Lenkrad.